# Puygiron
Puygiron település Franciaországban, Drôme megyében. Lakosainak száma 447 fő (2022. január 1.). Puygiron La Bâtie-Rolland, Espeluche, Montboucher-sur-Jabron, Rochefort-en-Valdaine és La Touche községekkel határos.

## Népesség
A település népességének változása:
| Lakosok száma | 191  | 293  | 315  | 405  | 410  | 408  | 433  | 453  | 459  | 447  |
|               | 1968 | 1982 | 1990 | 2006 | 2013 | 2015 | 2017 | 2019 | 2020 | 2022 |